# Oakdale (Pennsylvania)
Oakdale  è una borough degli Stati Uniti d'America, nella contea di Allegheny nello Stato della Pennsylvania. Secondo il censimento del 2000 la popolazione è di 1 551 abitanti.

## Storia
Incorporata nel 1892, il luogo fu devastato da diversi incidenti, fra cui quello occorso il 18 maggio 1918 quando un'esplosione causò la morte di 200 persone.

## Società

### Evoluzione demografica
La composizione etnica vede una prevalenza della razza bianca (98,19%%) seguita da quella afroamericana (0,90%), dati del 2000.
| borough di Oakdale Popolazione |       |
| 2000                           | 1.551 |
| Stima al 01-07-07              | 1.446 |